# Journalistiske fagudtryk
Inden for journalistikken benyttes en del fagudtryk.
- Annonce

- Historie (artikel)
- Artikel

- Deadline
- Dokumentation
- Efterkritik
- Fotojournalistik
- Freelance

- Genre (journalistik)
  - Opinionsstof
    - Anmeldelse
    - Causeri
    - Debatindlæg
    - Klumme
    - Kommentage
    - Kommentar
    - Kronik
    - Leder (journalistik)
    - Læserbreve
    - Mindeord

  - Satire
    - meningsjournalistik (subjektiv journalistik)

- - Tilstræbt objektivt stof
    - Baggrundsartikel
    - Billedreportage
    - Feature / Udredende artikel
    - Interview
      - faktainterview
      - meningsinterview
      - stemningsinterview
      - Voxpop/enquete (rundspørge)

    - Nekrolog
    - Note / notits
    - Nyhed
    - Petitstof
    - Portræt
    - Referat
    - Reportage

  - De udvidede nyhedsgenrer

- -     - Oplevelsesjournalistik / New journalism
    - Feature
    - Gossip
    - Dybdeborende
    - Kampagnejournalistik
    - Faktion
    - Realityshow
    - Meningsjournalistik
    - Big Data-journalistik

- Inserat
- Interview

- Kilde (journalistik)
  - Anonym kilde
  - Kildebeskyttelse
  - Partskilde
  - Erfaringskilde
  - Ekspertkilde

- Layout
  - Avishoved
  - Billedtekst
  - Brødtekst
  - Byline
  - Cicero (måleenhed)
  - Citat
  - Dummy
  - Forsidehenvisning
  - Frise
  - Grafik (produkt)
  - Illustration
  - Ledeord
  - Logo
  - Manchet
  - Mellemrubrik
  - Nyhedsgrafik
  - Rubrik
  - Underrubrik
  - Trompet
  - Skrifttype/Font
  - Typer

- Mediehus

- Medie
  - Massemedie
  - Nichemedie
  - Elektroniske medier
    - Internetmedie
    - Radiostation
      - Radiokanal

    - Tv-station
      - Tv-kanal

- - Trykte medier
    - Broadsheetavis / Morgenavis
    - Dagblad
    - Distriktsblad
    - Fagblad
    - Magasin
    - Tabloid / Formiddagsavis
    - Ugeavis
    - Ugeblad

- Medieforsker
- Nyhedstrekanten
- Nyhedskriterier
- Oplag

- Presseetik og mediejura
  - Aktindsigt
  - Bagvaskelse
  - Injurier
  - Medieansvarsloven
  - Ophavsret
  - Pressenævnet

- Pressefoto
- Redaktion

- Research

- Solohistorie
- Vinkel